# Omega Force
Omega Force (オメガフォース, ω-Force) est une entreprise japonaise de développement de jeux vidéo qui travaille principalement pour Koei (devenu Koei Tecmo Games). Elle est notamment connue pour la série des Dynasty Warriors,.

## Jeux développés
- 1997 - Dynasty Warriors (sur PlayStation)
- 1998 - Enigma (sur PlayStation)
- 1998 - Destrega (sur PlayStation)
- 1999 - WinBack: Covert Operations (sur Nintendo 64, PlayStation 2)
- 2000 - Dynasty Warriors 2 (sur PlayStation 2)
- 2001 - Dynasty Warriors 3 (sur PlayStation 2, Xbox)
- 2002 - Dynasty Warriors 3: Xtreme Legends (sur PlayStation 2)
- 2003 - Dynasty Warriors 4 (sur PlayStation 2, Xbox)
- 2003 - Dynasty Warriors 4: Xtreme Legends (sur PlayStation 2)
- 2004 - Samurai Warriors (sur PlayStation 2, Xbox)
- 2004 - Dynasty Warriors 4: Empires (sur PlayStation 2)
- 2004 - Samurai Warriors: Xtreme Legends (sur PlayStation 2)
- 2004 - Dynasty Warriors (sur PlayStation Portable)
- 2005 - Dynasty Warriors 5 (sur PlayStation 2, Xbox)
- 2005 - Dynasty Warriors Advance (sur Game Boy Advance)
- 2005 - Dynasty Warriors 4 Hyper (sur Windows)
- 2005 - Dynasty Warriors 5: Xtreme Legends (sur PlayStation 2)
- 2005 - Samurai Warriors: State of War (sur PlayStation Portable)
- 2005 - Dynasty Warriors 5: Special (sur Xbox 360, Windows)
- 2006 - Samurai Warriors 2 (sur PlayStation 2, Xbox 360)
- 2006 - Dynasty Warriors Vol. 2 (sur PlayStation Portable)
- 2006 - Dynasty Warriors 5: Empires (sur PlayStation 2, Xbox 360)
- 2006 - Samurai Warriors 2: Empires (sur PlayStation 2, Xbox 360)
- 2007 - Dynasty Warriors: Gundam (sur PlayStation 3, Xbox 360)
- 2007 - Warriors Orochi (sur PlayStation 2, Xbox 360, PlayStation Portable)
- 2007 - Dynasty Warriors DS (sur Nintendo DS)
- 2007 - Bladestorm: Hundred Years War (sur PlayStation 3, Xbox 360)
- 2007 - Samurai Warriors 2: Xtreme Legends (sur PlayStation 2)
- 2007 - Samurai Warriors: Katana (sur Wii)
- 2007 - Dynasty Warriors 6 (sur PlayStation 3, Xbox 360)
- 2007 - Warriors Orochi 2 (sur PlayStation 2, PlayStation Portable, Xbox 360)
- 2008 - Dynasty Warriors: Gundam 2 (sur PlayStation 2, PlayStation 3, Xbox 360)
- 2009 - Dynasty Warriors: Strikeforce (sur PlayStation 3, Xbox 360, PlayStation Portable)
- 2009 - Samurai Warriors 3 (sur Wii)
- 2010 - Dynasty Warriors: Strikeforce 2 (sur PlayStation 3, PlayStation Portable)
- 2010 - Trinity: Souls of Zill O'll (sur PlayStation 3)
- 2011 - Dynasty Warriors 7 (sur PlayStation 3, Xbox 360)
- 2011 - Samurai Warriors: Chronicles (sur Nintendo 3DS)
- 2012 - One Piece: Pirate Warriors (sur PlayStation 3)
- 2013 - One Piece: Pirate Warriors 2 (sur PlayStation 3, PlayStation Vita)
- 2014 - Dynasty Warriors 8: Xtreme Legends (sur PlayStation 3, PlayStation 4, PlayStation Vita)
- 2014 - Hyrule Warriors (sur Wii U)
- 2015 - Dragon Quest Heroes (sur PlayStation 3, PlayStation 4)
- 2015 - One Piece: Pirate Warriors 3 (sur PC, PlayStation 3, PlayStation 4, PlayStation Vita)
- 2015 - Arslan: The Warriors of Legend (sur PC, PlayStation 3, PlayStation 4, Xbox One)
- 2016 - A.O.T. Wings of Freedom (sur PC, PlayStation 3, PlayStation 4, Xbox One)
- 2016 - Dragon Quest Heroes II (sur PlayStation 4, PlayStation 3, PlayStation Vita)
- 2016 - Berserk and the Band of the Hawk (sur PC, PlayStation 4, PlayStation Vita)
- 2016 - Toukiden 2 (sur PC, PlayStation 4, PlayStation Vita)
- 2016 - Samurai Warriors: Sanada Maru (sur PlayStation 4, PlayStation Vita)
- 2017 - Fire Emblem Warriors (sur Nintendo Switch et New Nintendo 3DS)
- 2018 - A.O.T. 2 (sur PlayStation 4, Xbox One et Nintendo Switch)
- 2018 - Dynasty Warriors 9 (sur PC, PlayStation 4, Xbox One)
- 2019 - A.O.T. 2 : Final Battle (sur PlayStation 4, Xbox One et Nintendo Switch)
- 2020 - Persona 5 Scramble: The Phantom Strikers (sur PlayStation 4, PC et Nintendo Switch)
- 2020 - One Piece: Pirate Warriors 4 (sur PC, PlayStation 4, Xbox One et Nintendo Switch)
- 2020 - Hyrule Warriors : L'Ère du Fléau (sur Nintendo Switch)
- 2022 - Touken Ranbu Warriors (sur Nintendo Switch et PC)
- 2022 - Fire Emblem Warriors: Three Hopes (sur Nintendo Switch)
- 2023 - Wild Hearts (sur PC, PlayStation 5, Xbox Series)
- À venir (17 janvier 2025[3]) - Dynasty Warriors: Origins (sur PC, Playstation 5 et Xbox Series)